# Marcheprime
Marcheprime är en kommun i departementet Gironde i regionen Nouvelle-Aquitaine i sydvästra Frankrike. Kommunen ligger i kantonen Audenge som tillhör arrondissementet Arcachon. År 2022 hade Marcheprime 5 637 invånare.

## Befolkningsutveckling
Antalet invånare i kommunen Marcheprime
Referens:INSEE